# Irish Guards
Les Irish Guards (litt. « Gardes irlandais ») sont l'un des régiments à pied de la Garde royale britannique (« la Guards Division ») et l'un des régiments d'infanterie irlandaise de l'armée britannique, créé en 1900 par la reine Victoria. Les Irish Guards sont un régiment d'élite d'infanterie légère.

## Historique
Comme les Welsh Guards, les Irish Guards sont une unité récente à l'échelle des traditions militaires britanniques, puisque créée en 1900, à la fin du règne de Victoria (r. 1837-1901). Ils constituent le 4e régiment d'infanterie de la Garde.
| - Relève de la garde à Friary Court (en), palais Saint James. - Musique régimentaire à Toronto, 1905. - Arrivée de Charles Ier à la gare Windsor,1904. |

Dans l'armée britannique, les Irish Guards est l'un des régiments d'élite composant la division de la Garde royale britannique « la Guards Division », au côté des Welsh Guards (gallois, infanterie), Scots Guards (écossais, infanterie blindée), Grenadier Guards (infanterie légère) et Coldstream Guards (anglais, infanterie).
Comme pour les autres régiments de la Garde royale, l'unité a été réduite à un seul bataillon avec les réformes de l'armée britannique de 1992.

### Participation aux batailles
Malgré son histoire récente, les Irish Guards comptent beaucoup de batailles pour lesquelles ils ont reçu une citation (mention Battle of Honour) : une trentaine pour la Première Guerre mondiale (front de l'Ouest) 1914-1918 ; une quinzaine pour la Seconde Guerre mondiale (campagne de Norvège, campagne d'Afrique du Nord, campagne d'Italie, campagne de Hollande et du Rhin) 1940-1945 ; une pour la guerre d'Irak (percée de Bassorah) 2003. Plusieurs combattants de l'unité ont d'ailleurs aussi reçu la suprême distinction de la croix de Victoria.
| - Michael John O'Leary (en) - John Kenneally (en) |

| - Des réfugiés du Kosovo applaudissent les véhicules de combat d'infanterie MCV-80 Warrior des Irish Guards en direction de Pristina, 1999. - Un MCV-80 Warrior s'entraînant à Petrovets, Macédoine, 1999. - Un soldat des Irish Guards gardant un puits de pétrole en feu à Bassorah, 2003. - Soldats des Irish Guards et soldats de l'armée nationale afghane, 2010 |

## Caractéristiques
Les Irish Guards sont une unité d'infanterie légère, stationnée en Angleterre à Aldershot. Jusqu'en 2021, le régiment était stationné à Cavalry Barracks (en), à Hounslow Heath (Middlesex) dans le Grand Londres.
Loin de l'Ulster et à l'inverse de la traditionnelle politique de ségrégation religieuse en Irlande du Nord, cette unité d'Irlandais opérant en Grande-Bretagne recrute de façon importante chez les catholiques-irlandais ou immigrés en Grande-Bretagne (Ampleforth College (en), Downside School (en) et Stonyhurst College) et à l'étranger dans l'aristocratie catholique européenne (le grand-duc Jean de Luxembourg a été officier des Irish Guards).
Comme les quatre autres régiments de la garde, il assure par rotation annuelle la direction de la garde royale du souverain britannique, après passation des couleurs au moment de l'anniversaire royal (cérémonie du salut aux Couleurs Trooping the Colour, qui comprend aussi les Horse Guards).
Leur célèbre uniforme comprend une tunique rouge et un bonnet noir en poil d'ours (poil d'ourse pour les officiers) adopté en 1831. Il est emprunté aux grenadiers à pied de la Garde impériale de Napoléon Ier, vaincus à Waterloo en 1815 par le 1st Foot Guards qui par la suite prit le nom de Grenadier Guards.
Le prince William, duc de Cambridge, a été nommé colonel honoraire des Irish Guards le 10 février 2011. Il portait d'ailleurs l'uniforme à l'occasion de son mariage le 29 avril 2011. Après l'accession de son père au trône en 2022, il a été transféré aux Welsh Guards et sa femme, la princesse de Galles a été nommé colonel à sa place.
On différencie les gardes à la couleur de l'aigrette du bonnet, au nombre et à l'alignement des boutons, ainsi qu'aux insignes de col et aux épaulettes :
- pour les Grenadier : plumet blanc à gauche et boutons à espaces réguliers (car 1er régiment à pied), une grenade est brodée sur le col.
- pour les Coldstream : plumet rouge à droite et boutons par 2 (car 2e régiment à pied).
- pour les Écossais : pas de plumet et boutons par 3 (car 3e régiment à pied), un chardon est brodé sur le col.
- pour les Irlandais : plumet bleu à droite et boutons par 4 (car 4e régiment à pied), un trèfle irlandais est brodé sur le col.
- pour les Gallois : plumet vert et blanc à gauche et boutons par 5 (car 5e régiment à pied), un poireau est brodé sur le col.

L'anniversaire du régiment se fête de la Saint-Patrick (saint patron de l'Irlande) le 17 mars, pendant lequel, depuis 2012, le colonel du régiment donne les trèfles symboliques aux soldats. La devise : Quis separabit? Les airs de marche du régiment sont : St Patrick's Day (marche rapide) et Let Erin Remember (marche lente). Le surnom du régiment, dans l'armée britannique varie, soit « The Micks », soit « Bob's Own ».

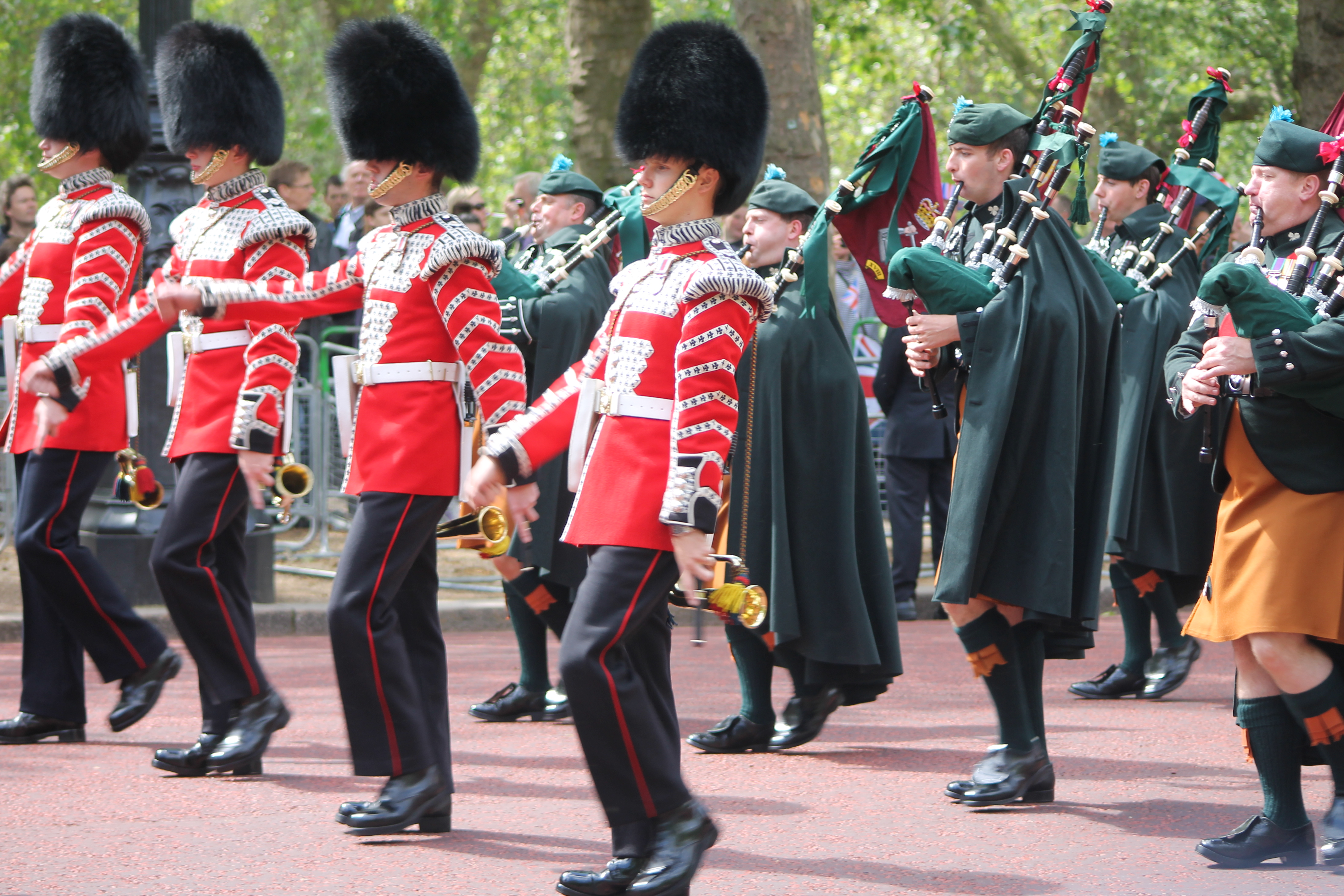
Musiciens de la musique régimentaire portant le kilt à Trooping the Colour, 2012.

Comme dans le régiment des Scots Guards, il y a dans une musique du régiment des cornemuseurs (autrefois avec la cornemuse écossaise de type Great Irish warpipes (en), de nos jours avec la cornemuse écossaise de type Great Highland bagpipe) portant le kilt, mais de couleur différente et « à l'irlandaise » (vert et safran).

### Mascotte
Le lévrier d'Irlande, le Irish wolfhound (ou en irlandais : cú faoil), est depuis 1902 la mascotte du régiment, et une des causes de la popularité du régiment au Royaume-Uni.  C'est une race rustique de lévrier géant qui peut mesurer jusqu'à un mètre au garrot et peser 80 kg. Cette race était anciennement utilisée pour la chasse aux loups et aux ours. 
Le premier chien régimentaire s'appelait Brian Boru du nom du glorieux roi irlandais, donné à l'armée par le club canin du Irish Wolfhound Club[réf. nécessaire]. 
| - Brian Boru, 1911. - Leitrim Boy, 1917. - Fergal, 2004. - Domhnall, 2017. |

Le chien titulaire en 2008 s'appelle Fergal ; à la différence des chiens d'attaque de la Royal Air Force (RAF), il n'est pas entraîné au combat mais reste au quartier général du régiment ou participe - seule unité dans la Division de la Guard dans ce cas - aux cérémonies officielles (avec une cape rouge aux couleurs des Irish Guards).
La dix-septième mascotte canine s'appelle Turlough Mór (en irlandais : Toirdelbach Ua Conchobair) et surnommé Séamus. Le chien a été formé au Defence Animal Centre de Melton Mowbray dans le Leicestershire et a été remis au régiment en décembre 2020.

## Compléments